# José Behar
José Behar est un directeur musical cubano-américain qui a dirigé EMI Latin et Univision Music Group. Il est connu pour avoir signé Selena. Après avoir quitté EMI, Behar a été nommé à la tête du nouveau Univision Music Group en 2001.

## Histoire avec Selena
Dans les années 80, il était un découvreur de talents de haut rang chez CBS Records, mais il a approché EMI avec l'idée que le genre serait très rentable aux États-Unis. Et voilà que Behar a créé l'une des entreprises les plus prospères du secteur. En fait, lors d'une interview en 1999, sa femme, Jamie, a déclaré qu'elle savait qu'il était destiné à de grandes choses.
José Behar est l'homme qui a signé Selena Quintanilla avec EMI Records lorsqu'il était vice-président de la division musique latine du label. Il l'a entendue lors de sa prestation aux Tejano Music Awards de 1989 et, après l'avoir regardée, il a cru avoir découvert « la prochaine Gloria Estefan ». José Behar est considéré comme le second mentor, après Abraham Quintanilla, qui a promu Selena. En fait, c'est lui qui a convaincu Quintanilla de changer le nom de Selena y los Dinos pour celui de Selena tout court. Le père de Selena n'était pas heureux de cette suggestion et a même demandé à Behar s'il essayait de briser la famille. Cependant, lorsqu'il a réalisé que ce que Behar disait serait bénéfique pour tout le monde, il a cédé,.
Selena a choisi l'offre d'EMI Latin en raison du potentiel d'un album crossover, et parce qu'elle devenait la première artiste à signer sur le label. Avant que Selena ne commence à enregistrer son premier album, Behar et Stephen Finfer (en) lui ont demandé de réaliser un album crossover. Elle a enregistré trois compositions en anglais pour les responsables de la division pop d'EMI. La demande de Behar et Finfer pour un album crossover a été refusée et on a dit à Selena qu'elle avait besoin d'une plus grande base de fans pour vendre un tel album. Behar pense qu'EMI Records et le public ne croient pas qu'une femme mexicano-américaine puisse avoir un « potentiel crossover » après que Charles Koppelman a refusé le projet. 
En 1995, Selena a été assassinée. Behar a déclaré après sa mort : « Elle aurait été au sommet avec les Janet et les Madonna ». En juillet 1995, l'album Dreaming de Selena a été classé numéro 1. Behar a dit : « C'est ce que le rêve était en 1989. Voir tout cela se réaliser est formidable ».